# Лотвины
Ло́твины или Литвины (бел. Ло́твіны) — озеро в деревне Лотва Мядельском районе Минской области Белоруссии. Расположено в 10 км от районного центра города Мядель. Относится к Мядельской группе озёр, таких как Мядель, Рудаково, Волчино, Россохи, Ходосы, Княгининское, и входят в состав Национального парка «Нарочанский».

## Происхождение
Лотвины — водоём ледникового происхождения, который образовался около 10 тысяч лет назад.
Озеро расположено на высоте 160,5 м над уровнем моря и принадлежит бассейну реки Мяделка.

## Описание
Площадь озера — 0,42 км². Длина — 1,44 км, наибольшая ширина — 0,49 км, средняя — 0,3 км. Длина береговой линии — 3,67 км. Наибольшая глубина — 15,1 м, средняя — 6,7 м. Объём воды в озере — 2,81 млн м³. Площадь водосбора — 1,4 км².
Водосбор холмистый, состоящий из суглинков и супесей, преимущественно распахан. Западная часть водосбора поросла кустарником; 13 % площади покрыто лесом. Котловина лощинного типа, в поперечном сечении — корытоподобной формы, вытянута с северо-востока на юго-запад. Склоны по высоте 13—20 м (на юге и юго-востоке понижаются до 3—7 м), крутые, суглинистые и супесчаные, с запада поросшие лесом, с севера и востока — луговой растительностью. Береговая линия слабоизвилистая. Берега высотой 0,4 м, поросшие кустарником.
Мелководье песчаное, глубоководная зона устлана глинистым илом. Глубины менее 2 м занимают 20 % площади водоёма. Наибольшие глубины отмечаются в юго-западной части озера.
Вода озера Лотвины — гидрокарбонатного класса кальциевой группы, среднеминерализованная. Минерализация воды составляет до 260 мг/л. Прозрачность — 2,7 м. Озеро эвтрофное, слабопроточное. Зарастает до 20 % площади водоёма.
Впадают 2 ручья, на юге вытекает ручей в реку Мяделка. Озёра Лотвины и Россохи связывает пересыхающая протока.
Водятся лещ, щука, окунь, сом, карась, линь, краснопёрка, уклейка, налим. Организовано платное любительское рыболовство, запрещены плавсредства с моторами.